# Antoine Semenyo
Antoine Serlom Semenyo (* 7. Januar 2000 in Chelsea, London, England) ist ein ghanaischer Fußballspieler.

## Karriere

### Verein
Semenyo begann in der Jugend von Bristol City mit dem Fußballspielen. 2018 rückte er in den Seniorenbereich auf und wurde von Januar bis Ende April 2018 an Bath City aus der sechstklassigen National League South ausgeliehen. 
Er bestritt sein erstes Profispiel für Bristol am 6. Mai 2018, dem letzten Spieltag der EFL Championship 2017/18, gegen Sheffield United, als er zur zweiten Halbzeit für Lloyd Kelly eingewechselt wurde. Der walisische Klub AFC Newport County aus der EFL League Two lieh ihn für die Saison 2018/19 aus. Bristol holte Semenyo jedoch bereits im Januar 2019 zurück. Nach seiner Rückkehr unterzeichnete er einen neuen Vierjahresvertrag plus der Option für ein zusätzliches Jahr.
Am 31. Januar 2020 wurde Semenyo am letzten Tag vor Schließung des Wintertransferfensters für den Rest der Saison in die EFL League One an den AFC Sunderland ausgeliehen.
Mittlerweile zum Stammspieler bei Bristol avanciert, wurde er zum Meisterschaftsspieler des Monats Januar 2022 in der EFL Championship gewählt, nachdem er in diesem Monat drei Tore erzielt und drei Vorlagen gegeben hatte.
Am 27. Januar 2023 wechselte Semenyo für eine Ablösesumme von 10 Millionen Pfund in die Premier League zum AFC Bournemouth. Er unterschrieb einen Vertrag mit einer Laufzeit von viereinhalb Jahren.

### Nationalmannschaft
Im Mai 2022 wurde Semenyo von Nationaltrainer Otto Addo in den ghanaischen Kader für die Qualifikationsspiele für den Afrika-Cup 2024 berufen. Er debütierte am 1. Juni 2022 beim 3:0-Sieg im ersten Qualifikationsspiel gegen Madagaskar in der ghanaischen Nationalmannschaft.
Anlässlich der Fußball-Weltmeisterschaft 2022 in Katar wurde Semenyo für das ghanaische Aufgebot nominiert.
Sein erstes Länderspieltor erzielte er am 17. November 2022 im letzten Vorbereitungsspiel vor der Weltmeisterschaft beim 2:0 gegen die Schweiz in Abu Dhabi.